# 太空堡壘卡拉狄加：血與鉻
《太空堡垒卡拉狄加：血与铬》（Battlestar Galactica: Blood & Chrome）是重新改编的《太空堡垒卡拉狄加》系列的前傳之一，记录了战星卡拉狄加的指挥官——威廉·阿达玛年轻时在第一次赛昂人战争中的经历。该作原本计划成为一个系列，但最终没有实现。《血与铬》从 2012 年 11 月 9 日开始以10集在线视频的形式发布在 Machinima.com 上，并于 2013 年 2 月 10 日整合为一部電視電影在 Syfy 上播出。

## 剧情
在第一次赛昂人战争中，作为飞行员入伍的年轻士兵威廉·阿达玛被分配到战星卡拉狄加上，成为一名猛禽运输机驾驶员。他的第一次任务原本是和队友 Coker Fasjovik 一起护送一位军方女科学家 Becca Kelly 的一次日常飞行，但中途女科学家却拿出上级的秘密指令，让他们改变航线到达一处未知空域，在这里他们见到了许多明面上已经计入战损沉没的殖民地战舰，却集合在此并隐藏起来，组成了一支等待时机以逆转战局的“幽灵舰队”。在这里，阿达玛和他的队友接受了新的任务，护送女科学家 Kelly 前往一颗已经在赛昂人战区的冰封星球，他的任务是保护 Kelly 在这颗赛昂人用作数据传输中心的星球上，完成上传“病毒”以击溃赛昂人的任务。但实际上，Kelly 参与这项计划却另有企图……